# Burguete
Burguete település Spanyolországban, Navarra autonóm közösségben. Burguete Arce, Garralda, Orbaizeta, Orreaga-Roncesvalles, Luzaide/Valcarlos, Banca és Erro községekkel határos. Lakosainak száma 230 fő (2024).

## Népesség
A település népessége az elmúlt években az alábbi módon változott:
| Lakosok száma | 326  | 323  | 306  | 293  | 290  | 260  | 243  | 231  | 228  | 230  |
|               | 2001 | 2004 | 2006 | 2009 | 2011 | 2014 | 2016 | 2019 | 2021 | 2024 |